# Higinio García Fernández
Higinio García Fernández (Valverdejo, Cuenca, España, 11 de enero de 1956-17 de diciembre de 2017) fue un futbolista español que jugaba de defensa.

## Clubes
| Club                 | País   | Año       |
| -------------------- | ------ | --------- |
| Valencia C. F.       | España | 1977-1980 |
| Real Murcia C. F.    | España | 1980-1985 |
| Recreativo de Huelva | España | 1985-1987 |
| Villarreal C.F.      | España | 1988-1989 |
| Orihuela C.F.        | España | 1989-1991 |